# Albert Hammond, Jr.
Albert Louis Hammond, Jr. (Los Angeles, 11 d'abril de 1980) és un músic i cantautor nord-americà, més conegut com a guitarrista i teclista de la banda de rock The Strokes. Hammond, Jr. també té una carrera en solitari, que de moment comprèn tres àlbums: Yours to Keep (2006), ¿Cómo Te Llama? (2008) i Momentary Masters (2015). Sovint es citen com a influències importants sobre ell els Beach Boys, Buddy Holly, Frank Black, Guided By Voices, John Lennon, Matthew Sweet i The Velvet Underground.
Son pare, Albert Hammond, emprengué una carrera musical els anys 60 i 70, en què tengué èxit a les llistes de senzills com a compositor i ocasionalment cantant.